# Ailsa Shipbuilding Company
Ailsa Shipbuilding Company era una empresa de construcción naval con sede en Troon, Escocia.

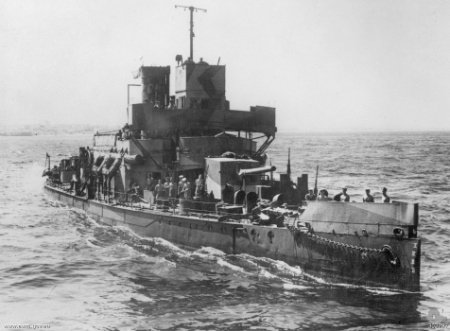
HMS Aphis de Ailsa Shipbuilding Company (1940)

La empresa fue fundada en 1885 por Archibald Kennedy. Alrededor de 1900, Alexander McCreadie, Peter Wallace y Archibald Kennedy adquirieron conjuntamente un astillero y la empresa se llamó Ailsa Shipbuilding Co. Al año siguiente, la empresa se convirtió en una sociedad anónima. Un año después, Ailsa se hizo cargo de un astillero con seis helges en Ayr. En 1902 se lanzó allí el Madiz.
La "Expedición Antártica Nacional Escocesa" realizada entre 1902 y 1904 recibió su barco de expedición Scotia del astillero Ailsa. Además de otros vapores de paletas, aquí se construyó el último vaporizador de paletas de este tipo en Gran Bretaña, el Medway Queen para la New Medway Shipping Company.
Durante la Primera Guerra Mundial, el primer dragaminas de vapor de paletas de la clase Bird se construyó en Ailsa para la Royal Navy.
El principal cliente del astillero Troon durante la década de 1920 fue la General Steam Navigation Company de Londres, para quien se construyó una serie de cargueros costeros. Otras compañías navieras siguieron con pedidos similares. Más de 200 veleros, collares y otros barcos costeros se construyeron en el sitio de construcción naval antes de que el astillero se cerrara temporalmente en 1929 debido a la crisis económica mundial.
La producción del astillero Ailsa durante la Segunda Guerra Mundial incluyó, además de algunos dragaminas de la clase Bangor, dos corbetas de la clase Flower, un buque hospital, dos cargueros costeros estándar y ocho cargueros estándar de diseño escandinavo con una máquina dispuesta en medio del barco.
En los años de la posguerra, a partir de la segunda mitad de la década de 1940, la empresa se concentró en la producción de collares, cargueros para servicios de línea y posavasos. En 1957/58, Ailsa construyó los dos primeros portacontenedores británicos con Container Enterprise y su barco hermano, Container Venturer. En 1961, la compañía empleaba a 750 personas y en la década de 1960 se agregó al programa la construcción de transbordadores más grandes y más pequeños para satisfacer la creciente demanda mundial de barcos para el transporte de automóviles y pasajeros.
El 1 de julio de 1977, el astillero se incorporó a la estatal British Shipbuilders Corporation. En 1981, Ailsa y Ferguson Brothers se fusionaron para formar Ferguson-Ailsa, Limited. Las dos empresas se separaron en 1986 para seguir gestionando Ailsa como Ailsa & Perth, Limited después de volver a privatizarla y venderla a Perth Corporation. La construcción naval regular terminó en 1988, pero Ailsa no se cerró finalmente como empresa hasta 2003.
El astillero todavía se utilizaba para la reparación de barcos y para la producción de grandes componentes de hormigón para un proyecto de ampliación de las instalaciones del muelle en Grimsay, Western Isles. Los archivos de la empresa ahora se encuentran en la Universidad de Glasgow.